# دواء نافاجو
يشمل طب نافاجو مجموعة من الممارسات العلاجية التقليدية لشعب نافاجو الأمريكي الأصلي. يعود تاريخه إلى آلاف السنين حيث اعتمد العديد من شعب نافاجو على الممارسات الطبية التقليدية كمصدر أساسي للشفاء ومع ذلك، قام سكان العصر الحديث داخل أمة نافاجو بدمج الطب المعاصر في مجتمعهم من خلال إنشاء المستشفيات والعيادات الغربية في المحمية خلال القرن الماضي.
بالإضافة إلى ذلك، يرتبط الطب والشفاء ارتباطًا وثيقًا بالمعتقدات الدينية والروحية، ويتخذان شكلاً من أشكال الشامانية. تعتبر هذه الأيديولوجيات الثقافية أن الصحة العامة متأصلة في قوى خارقة للطبيعة تتعلق بالتوازن والانسجام العالمي. لقد سمحت الأهمية الروحية لممارسات شفاء نافاجو والإجراءات الطبية الغربية بالتعايش حيث تم فصل الأول كطريقة التقاليد القديمة.

## الصحة والمعتقدات التقليدية

### مرض
يوصف المرض بأنه النتيجة العقلية أو الجسدية الواضحة الناجمة عن اضطراب انسجام المريض. تشمل بعض أسباب هذا الاضطراب انتهاك المحرمات أو السلوك المفرط أو الاتصال غير المناسب بالحيوانات أو إجراء طقوس غير لائقة أو الاتصال بكيانات خبيثة بما في ذلك الأرواح، وسائر الجلد والسحرة. يُعتقد أن كسر المحرمات هو عمل يتعارض مع المبادئ التي وضعها القديسون والتي تمنع الانسجام الشخصي مع البيئة. هناك بعض الحالات التي يكون فيها المرض مجرد نتيجة لحادث. يمكن أن تكون الإصابة الشخصية أو المرض نتيجة لخطأ نتيجة عدم القدرة على الحكم أو الاتصال غير المقصود بمخلوقات الطبيعة الضارة. يمكن أيضًا أن يحدث المرض عن طريق ممارسي الطب السلبيين الحاقدين. هذا الاعتقاد في هوزهو، والذي يُترجم إلى "الفوضى" أو "المرض"، هو عكس هوزهو بي ويساعد في تفسير سبب قيام الأشخاص الذين يُقصد بهم أن يكونوا في وئام، بأفعال تتعارض مع مُثُلهم العليا، وبالتالي تعزيز الحاجة إلى ممارسات الشفاء مثل وسائل التوازن والترميم. أولئك الذين يمارسون السحر يشملون متحوليين الشكل الذين يعتزمون استخدام القوة الروحية والطقوس لاكتساب الثروة وإغواء العشاق وإيذاء الأعداء والمنافسين. ويُعتقد أيضًا أن اعتلال الصحة يحدث بسبب تشيندي (الشبح) الذي يمكن أن يسبب نوعًا من مرض الأشباح الذي يؤدي بالآخرين إلى الموت.

## الأدوار المهنية

### رجال الطب
رجل طب نافاجو نجاجا هاتالي هم رجال الطب التقليدي الذين يتم استدعاؤهم لأداء مراسم الشفاء. يبدأ كل رجل طب التدريب كمتدرب لمغني ممارس أكبر سنًا. أثناء التدريب المهني يقوم المتدرب بتجميع حزم الأدوية (الجش) اللازمة لأداء الاحتفالات ومساعدة المعلم حتى يصبح جاهزًا للممارسة المستقلة. طوال حياته لا يمكن لرجل الطب أن يتعلم سوى عدد قليل من الأناشيد حيث يتطلب كل منها قدرًا كبيرًا من الوقت والجهد للتعلم والكمال. يتم نقل الأغاني شفهيًا بلغة النافاجو التقليدية من جيل إلى جيل. على عكس ممارسي الطب الهنود الأمريكيين الآخرين الذين يعتمدون على الرؤى والقوى الشخصية، يعمل المعالج كميسر ينقل القوة من الشعب المقدس إلى المريض لاستعادة التوازن والانسجام. يتم تنفيذ ممارسة الشفاء داخل هوجان احتفالي. من الشائع أن يحصل رجال الطب على أموال مقابل خدماتهم العلاجية. قديماً كان الشفاء بالغنم ومع ذلك، في العصر الحديث أصبح الدفع النقدي شكلاً مقبولاً على نطاق واسع للتعويض. يمكن للمرأة أيضًا أن تلعب دور المعالج في الممارسة الطبية.

### ارتعاشات اليد
تعمل مرتعشات اليد كأدوات تشخيصية طبية ويتم استدعاؤها أحيانًا للتحقق من المرض من خلال الاعتماد على القوة الإلهية داخل نفسها كما تم تلقيها من وحش جيلا. يمكن تقديم الخدمات النموذجية في شكل الأغاني والصلوات واستخدام الأعشاب. أثناء التشخيص يقوم مرتعش اليد بتتبع الرموز في التراب بينما يمسك "ذراعًا مرتعشة" فوق المريض. تشير حركة الذراع إلى رمز مرسوم جديد أو تحديد محتمل لسبب المرض. بمجرد العثور على الحل يمكن إحالة المريض إلى طبيب أعشاب أو مغني لإجراء مراسم الشفاء.

## آليات العلاج التقليدي

### الاحتفالات
يتم إجراء عدد من مراسم الشفاء وفقًا لحالة المريض المحددة. تشمل بعض الأناشيد والطقوس لأغراض العلاج تتضمن:
عادة ما يتم إجراء طقوس طريق البركة على النساء الحوامل أو أي شخص لتعزيز الصحة الجيدة والازدهار. الحفل هو الأكثر استخدامًا ويشبه الطريقة التي تصرف بها الشعب المقدس لخلق العالم وتحقيق الانسجام.
يتم تنفيذ طقوس طريق العدو كطرد الأرواح الشريرة لإزالة الأشباح والعنف والسلبية التي يمكن أن تسبب المرض وتضر بصحة المضيف وتوازنه.
الطريق الليلي هو حفل شفاء يستمر على مدى تسعة أيام. يتم تطهير المريض كل يوم من خلال عدد متفاوت من التمارين التي يتم إجراؤها لجذب القداسة أو صد الشر في شكل طرد الأرواح الشريرة وحمامات العرق ومراسم الرسم بالرمل. وفي اليوم الأخير يستنشق من يُغنى عنه "نسمة الفجر" ويعتبر قد تم علاجه.

### أعشاب
راجع علم النبات العرقي في نافاجو للحصول على قائمة بالنباتات وكيفية استخدامها.
يستخدم هنود نافاجو ما يقرب من 450 نوعًا للأغراض الطبية، وهو أكبر عدد من الأنواع النباتية في أي قبيلة أصلية. يتم جمع الأعشاب المستخدمة في مراسم الشفاء بواسطة طبيب برفقة أحد المتدربين. يمكن للمرضى أيضًا جمع هذه النباتات لعلاج الأمراض البسيطة. بمجرد جمع جميع النباتات البرية اللازمة يتم إعداد شاي الأعشاب للمريض مصحوبًا بصلاة قصيرة. وفي بعض الاحتفالات يؤدي الخليط العشبي إلى تقيؤ المريض لضمان نظافة الجسم. يمكن أن يتطلب التطهير أيضًا من المريض أن يغمر نفسه في حمام رغوي لجذر اليوكا. أي توزيع للأعشاب الطبية على المريض يصاحبه إنشاد روحي.
يدرك شعب نافاجو الحاجة إلى الحفاظ على النباتات عند جمع الأعشاب العلاجية المرغوبة. عندما يتم أخذ نبات طبي، تتلقى النباتات المجاورة من نفس النوع صلاة احتراما. وعلى الرغم من هذه الحقيقة أصبح جمع الأعشاب الطبية أكثر صعوبة في السنوات الأخيرة نتيجة هجرة أبواغ النباتات.
تشمل النباتات الشهيرة المدرجة في طب الأعشاب نافاجو الميرمية (دغل عشبي.)، والحنطة السوداء البرية (إيريوغونوم)، والبوكون (حجرية البذر)، ولحاء الأرز (أرز دوداري)، والمريمية (قصعين)، وفرشاة الرسم الهندية (كاستيليا النيابة)، جونيبر آش (جونيفيروس أشي)، ولاركسبور (العائق) .

### لوحات رملية
الرسم بالرمل هو نقل القوة والجمال للمريض من خلال رسومات مختلفة يرسمها رجل الطب في الرمال المحيطة خلال حفل ما. يتم رسم الأشكال المتقنة في الرمال باستخدام المعادن والنباتات الملونة المطحونة. تحتوي العديد من اللوحات الرملية على صور روحية للييي، والتي سيطلب منها رجل الطب أن يأتي إلى اللوحة حتى يحدث شفاء المريض. بعد كل احتفال، يتم تدمير اللوحة الرملية المقدسة.

## نفوذ الحكومة الأمريكية خلال القرن العشرين

### المساعدات الخارجية والاعتماد عليها
كما جاء في تقرير ميريام في عام ١٩٢٨ زاد الالتزام الفيدرالي بالرعاية الصحية الهندية بموجب الصفقة الجديدة مع توسع القسم الطبي التابع لمكتب الشؤون الهندية، مما جعل الرعاية الطبية أكثر سهولة وبأسعار معقولة ويتحملها سكان نافاجو.
يتعارض الطلب المتزايد على الرعاية الطبية من قبل مكتب الشؤون الهندية من قبل الهنود الأصليين مع المحافظين بعد الحرب العالمية الثانية الذين استاءوا من الرعاية الصحية الممولة من الحكومة والمتميزة. دعا الاهتمام المتزايد بسياسة إنهاء الخدمة الهندية بالإضافة إلى الرعاية الطبية دون مساعدة إلى نقل الثراء الطبي من قبل كل من الأطراف المحلية وغير المحلية.
في ظل إدارتي كينيدي وجونسون، تم توفير التمويل لخدمة الصحة العامة بالولايات المتحدة للحصول على "قسم الصحة الهندية" الذي من شأنه أن يساعد في توفير التزام فيدرالي أقوى بالرعاية الصحية. سيتم تغيير اسم هذا القسم لاحقًا إلى قسم الخدمة الصحية الهندية. على الرغم من نجاحاتها الأولية واجهت الخدمة الصحية الهندية في أمة نافاجو تحديات تتمثل في نقص التمويل ونقص الموظفين. بالإضافة إلى ذلك، استمرت الحواجز اللغوية والتوترات بين الثقافات في تعقيد تجربة المستشفى والعيادة.

### الحفاظ على التقاليد وتعزيز الهوية
ساعد توسع النفوذ الطبي الغربي وتناقص رجال الطب في النصف الثاني من القرن العشرين على بدء النشاط من أجل الحفاظ على الطب التقليدي وكذلك التمثيل الهندي في المؤسسات الطبية الغربية.
مع قدوم السبعينيات ولدت فرصًا جديدة لتقرير المصير الطبي لنافاجو. ساعد قانون تحسين الرعاية الصحية الهندي لعام 1976 مجتمعات نافاجو المحلية في إدارة مرافقها الطبية بشكل مستقل، ودفع السكان الأصليين إلى الحصول على المزيد من المناصب البيروقراطية في الخدمة الصحية الهندية. كما ساعد الوجود المكتسب للسكان الأصليين في المؤسسات الطبية على تخفيف عدم ثقة العديد من الأشخاص الذين كانوا ينظرون إلى مقدمي الخدمات الطبية من خارج نافاجو.
كما ترسخت الرعاية الطبية المجتمعية التي تعتمد بدرجة أقل على مشاركة الحكومة في روغ روك وغانادو(أريزونا)، وكلتا المدينتين كانتا تديران خدمات الرعاية الصحية الخاصة بهما. تم تشغيل مؤسسات القانون الوطني للتخطيط الصحي وتنمية الموارد لإنشاء وكالة نافاجو للأنظمة الصحية في غانادو فقط من قبل شعب نافاجو. في التعبير عن الهوية في المجتمع الطبي، استفادت أمة نافاجو من قانون التخطيط الصحي الوطني وتنمية الموارد لإنشاء وكالة نافاجو للأنظمة الصحية في عام 1975، كونها المجموعة الهندية الأمريكية الوحيدة التي تفعل ذلك خلال ذلك الوقت.